# Bundespersonalvertretungsgesetz
Das Bundespersonalvertretungsgesetz ist die Rechtsgrundlage für die Bildung und Tätigkeit von Personalräten sowie Jugend- und Auszubildendenvertretungen im öffentlichen Dienst des Bundes. Das Gesetz wurde am 9. Juni 2021 neu gefasst.
Es bestimmt zusammen mit der Wahlordnung zum BPersVG (BPersVWO), wann, wo und wie Personalräte zu wählen sind.
Für die Landes- und Kommunalverwaltungen bestehen eigene Personalvertretungsgesetze.
In der DDR galt das Gesetz zur sinngemäßen Anwendung des Bundespersonalvertretungsgesetzes (BPersVG) – Personalvertretungsgesetz – der Deutschen Demokratischen Republik vom 22. Juli 1990. Dieses Gesetz konnte nach Festlegungen des Einigungsvertrages noch bis zum 31. Mai 1993 im Beitrittsgebiet Anwendung finden.